# Pat Buttram
Maxwell Emmett „Pat“ Buttram (* 19. Juni 1915 in Addison, Alabama; † 8. Januar 1994 in Los Angeles, Kalifornien) war ein US-amerikanischer Schauspieler und Sprecher.

## Leben
Buttram war eines von sieben Kindern eines reisenden Methodistenpredigers und lebte von seinem zweiten Lebensjahr an in Nauvoo, Alabama. Er schloss die Mortimer Jordan High School ab und besuchte dann das Birmingham-Southern College, um beruflich in die Fußstapfen seines Vaters zu treten. Er sammelte am College erste Bühnenerfahrungen und hatte auch Radioauftritte beim lokalen Sender, was zu einer Verpflichtung als Stammmitglied der „WLS National Barn Dance“-Radiosendung in Chicago führte. In den 1940er Jahren wurde er nach seinem Umzug nach Hollywood einer der Sidekicks von Roy Rogers in dessen Westernfilmen, konnte sich aber gegen seine beiden Kollegen, die ähnliche Rollen spielten, nicht durchsetzen. Gene Autry holte ihn als Nachfolger von Smiley Burnette zu seiner Produktionsserie von Westernfilmen; Buttram blieb auch nach 17 Filmen in mehr als einhundert Fernsehepisoden der „Gene Autry Show“ und in Radiosendungen mit dem singenden Star, der „Melody Ranch“, an dessen Seite.
Als Schauspieler war Buttram oftmals auf Rollen festgelegt, die durch ihre ländliche Herkunft gekennzeichnet waren. Seine wohl bekannteste Fernsehrolle war die des „Mr. Haney“ in der erfolgreichen Sitcom Green Acres, die von 1965 bis 1971 lief. Doch er hatte auch einen Gastauftritt in der Serie The Munsters, in der er „Pop Mallory“, den Vater eines Landeis aus Kentucky, verkörperte. Bis in die 1990er-Jahre hinein spielte er Gastauftritte in Serien wie Ein Colt für alle Fälle, Knight Rider oder Wer ist hier der Boss?. In Zurück in die Zukunft III trat er 1990 in der Nebenrolle eines betagten Saloon-Stammgastes auf.
Buttram war ab den 1970er-Jahren auch ein vielbeschäftigter Sprecher an Zeichentrickfilmen und -serien. So war er beginnend mit dem Sprechen des Hundes Napoleon in Aristocats von 1970 in mehreren Disney-Zeichentrick-Langfilmen zu hören. Bei der Zeichentrickserie Garfield und seine Freunde, die von September 1988 bis Dezember 1994 erstausgestrahlt wurde, und dem 1995 erschienenen Kinofilm Goofy – Der Film sprach er die wiederkehrende Nebenfigur Cactus Jake. Daneben wurde Buttram oftmals als Sprecher für Feiern und Galas gebucht, wo er mit hintergründigem Witz seine betonte ländliche Herkunft konterkarierte. Insgesamt wirkte er von 1944 bis zu seinem Tod an rund 75 Film- und Fernsehproduktionen als Schauspieler mit.
1982 begründete Buttram die Golden Boot Awards, bei denen jährlich Menschen unterschiedlichster Tätigkeiten, die für den Western erbracht wurden, ausgezeichnet werden. Er selbst erhielt einen Stern auf dem Hollywood Walk of Fame für seine Fernsehleistungen. Von 1936 bis 1946 war er mit Dorothy MacFadden und von 1952 bis zu ihrem Tod 1975 mit Sheila Ryan verheiratet.

## Filmografie (Auswahl)

### Darsteller
- 1944: National Barn Dance
- 1948: The Strawberry Roan
- 1949: Gespensterreiter (Riders in the Sky)
- 1950–1955: The Gene Autry Show (Fernsehserie, 83 Folgen)
- 1952: Barbed Wire
- 1961: Lied des Rebellen (Wild in the Country)
- 1961–1963: The Real McCoys (Fernsehserie, 4 Folgen)
- 1963: Rufmord (Twilight of Honor)
- 1964: König der heißen Rhythmen (Roustabout)
- 1964: Einbahnstraße in den Tod (The Hanged Man, Fernsehfilm)
- 1965: The Munsters (Fernsehserie, 1 Folge)
- 1965–1971: Green Acres (Fernsehserie, 146 Folgen)
- 1966/1967: Pistolen und Petticoats (Pistols ’n’ Petticoats, Fernsehserie, 2 Folgen)
- 1968: Die wilden Jahre (The Sweet Ride)
- 1972: The Gatling Gun – Das Maschinengewehr (The Gatling Gun)
- 1973: Adam-12 (Fernsehserie, 1 Folge)
- 1974: Notruf California (Emergency!, Fernsehserie, 1 Folge)
- 1979: Die unschlagbaren Sieben von Las Vegas (Angels Revenge)
- 1979: Die Sacketts (The Sacketts, Miniserie, 2 Folgen)
- 1979: Ein Duke kommt selten allein (The Dukes of Hazzard, Fernsehserie, 1 Folge)
- 1982: Simon & Simon (Fernsehserie, 1 Folge)
- 1983: Ein Colt für alle Fälle (The Fall Guy, Fernsehserie, 1 Folge)
- 1983: Love Boat (The Love Boat, Fernsehserie, 2 Folgen)
- 1986: Knight Rider (Fernsehserie, 1 Folge)
- 1990: Zoff in Hooterville (Return to Green Acres, Fernsehfilm)
- 1990: Zurück in die Zukunft III (Back to the Future Part III)
- 1990–1991: Wer ist hier der Boss? (Who’s the Boss?, Fernsehserie, 3 Folgen)

### Sprechrollen
- 1970: Aristocats (The Aristocats)
- 1973: Robin Hood (Robin Hood)
- 1977: Bernard und Bianca – Die Mäusepolizei (The Rescuers)
- 1981: Cap und Capper (The Fox and the Hound)
- 1988: Falsches Spiel mit Roger Rabbit (Who Framed Roger Rabbit)
- 1989–1991: Garfield und seine Freunde (Garfield and Friends, Fernsehserie, 10 Folgen)
- 1995: Goofy – Der Film (A Goofy Movie)

## Belege
1. ↑  Pat Buttram bei B-Westerns.com

| Personendaten    | Personendaten                               |
| ---------------- | ------------------------------------------- |
| NAME             | Buttram, Pat                                |
| ALTERNATIVNAMEN  | Buttram, Maxwell Emmett                     |
| KURZBESCHREIBUNG | US-amerikanischer Schauspieler und Sprecher |
| GEBURTSDATUM     | 19. Juni 1915                               |
| GEBURTSORT       | Addison, Alabama                            |
| STERBEDATUM      | 8. Januar 1994                              |
| STERBEORT        | Los Angeles, Kalifornien                    |